# Bechara Merhej
 (novembre 2019).
Si vous disposez d'ouvrages ou d'articles de référence ou si vous connaissez des sites web de qualité traitant du thème abordé ici, merci de compléter l'article en donnant les références utiles à sa vérifiabilité et en les liant à la section « Notes et références ».
Bechara Merhej (né à Beyrouth en 1946) est un homme politique libanais.

## Biographie
Animateur de la Fédération des Ligues et Comités Populaires (mouvement politique nassérien puis prosyrien), il est élu député grec-orthodoxe de Beyrouth sur la liste de l’ancien Premier ministre Salim El-Hoss en 1992.
La même année, il est nommé ministre de l’Intérieur au sein du gouvernement de Rafiq Hariri. Il fut démis de ses fonctions en 1994 au profit de Michel Murr, mais resta au gouvernement jusqu’en 1995, comme ministre d’Etat sans portefeuille.
Son éviction du ministère l’a poussé à se rapprocher à nouveau de Salim El-Hoss, jusqu’aux élections législatives de 1996, où, surprenant les observateurs politiques, il se réconcilie avec Hariri et se présenta aux élections sur sa liste, se faisant élire pour une seconde fois, député de Beyrouth.
Après les élections, Hariri le nomme ministre d’Etat à la Réforme administrative au sein de son cabinet, entre 1996 et 1998. Il est réélu, toujours sur la liste de Rafiq Hariri en 2000 et retrouve le gouvernement comme ministre d’Etat sans portefeuille entre 2000 et 2003.
Fin 2004, ses positions très prosyriennes l’éloignent de nouveau de Hariri. Après l’assassinat le 14 février de l’ancien Premier ministre, il se rangea définitivement dans le camp prosyrien. Saad Hariri l’excluant de sa liste électorale, il renonça à se présenter aux élections de 2005.
En 2006, il intègre le Rassemblement national dirigé par Omar Karamé.